# Escudo de Coaña

El escudo del concejo asturiano de Coaña, como otros escudos municipales asturianos, carece de sanción legal y nunca fue adoptado legalmente por el ayuntamiento. Se trata del inventado por Octavio Bellmunt y Fermín Canella en su obra "Asturias".
- Sus dos primeros cuarteles representan al concejo de Castropol, aunque hoy en día este concejo no emplea tales armas.

- El tercer y cuarto cuartel, son las diversas versiones de las armas de la familia Coaña.

Así el escudo de Coaña es.
Cuarteado en cruz.
- Primer cuartel, Cruz de los Ángeles en oro y piedras preciosas, acompañado de dos ángeles arrodillados.

- Segundo cuartel, torre almenada con un águila encima y sobre ella un cuerno, a cada lado del castillo una palma.

- Tercer cuartel, torre con dos espadas una a cada lado.

- Cuarto cuartel, sobre ondas tres ánades.

Al timbre corona real cerrada. 
- Datos: Q5837947